# Neocallimastix hurleyensis
Neocallimastix hurleyensis är en svampart som beskrevs av Theodorou & J. Webb 1991. Neocallimastix hurleyensis ingår i släktet Neocallimastix och familjen Neocallimastigaceae.   Inga underarter finns listade i Catalogue of Life.